# HD26087
HD26087 — подвійна зоря. 
Ця подвійна система має видиму зоряну величину в смузі V приблизно 7,1.
Вона розташована на відстані близько 454,3 світлових років від Сонця.

## Подвійна зоря
Головна зоря цієї системи належить до хімічно пекулярних зір й має спектральний клас A4.
Інша компонента має  спектральний клас F2.